# Carl Gregers Bruun
Carl Gregers Bruun, född 7 mars 1829 i Nykøbing Falster, död 15 juli 1894, var en dansk ingenjör.
Bruun, som var son till postmästaren i Nykøbing Falster Hans Christian Hansen Bruun och Emilie Nicoline Christine Schjerning. Då fadern senare blev ägare av Årø Sund post- og færgegård, sattes han i Haderslev latinskole och blev polyteknisk kandidat 1854. Året därpå anställdes han som dammkonduktör i hertigdömet Slesvig, på vilken post han hade den lokala ledningen för den stora slussbyggnaden vid Højer och Syderhever Kog, liksom han framlade en plan för att skydda de slesvigska halligarna mot havets angrepp. Då den preussiska regeringen 1864 avsatte honom från sitt ämbete, flyttade han till Odense, där han en kort tid verkade som stadsingenjör (1866–1869). Redan 1865 kom Bruun med förslag till en stor hamn utanför Grådybs Barre, vilket föranledde, att han av staten fick i uppdrag att utföra förarbetena till och projekteringen av den senare i allt väsentligt efter Bruuns planer utförda hamnen vid Esbjerg, som han dock personligen alltid ansåg vara mindre lyckat placerad än den av honom ursprungligen föreslagna hamnen vid den öppna kusten.
Bruun utförde även mindre arbeten som Lundeborg hamn och kustbeklädningen vid Århus, men hans viktigaste verk var de stora arbetena vid Nissum Fjord. Där hade två gånger tidigare slussar, vilka dock inte hållit stånd mot havet, och det gamla utloppet vid Thorsminde hade under lång tid varit till betydande olägenhet för de till fjorden gränsande socknarna. Bruun uppförde då som ledande ingenjör för det engelska företag, som hade koncession på torrläggningen av fjorden, på en nordligare plats i Klittangen den nuvarande Thorsminde kanal och sluss, som genom sina 10 öppningar kunde avleda intill 6000 kubikfot vatten i sekunden, och som efter den gamla sträckningens avstängning skyddade det bakomliggande området mot stormfloder, en anläggning, som intog plats bland de större verken vid Nordsjöns kuster. Senare torrlades den 2500 tunnland mark stora Felsted Kog i fjordens inre del, men då företagets koncession utlöpte, stoppades arbetena och därmed Bruuns verksamhet som ingenjör, vilken han därefter lämnade.